# Khayyams mausoleum

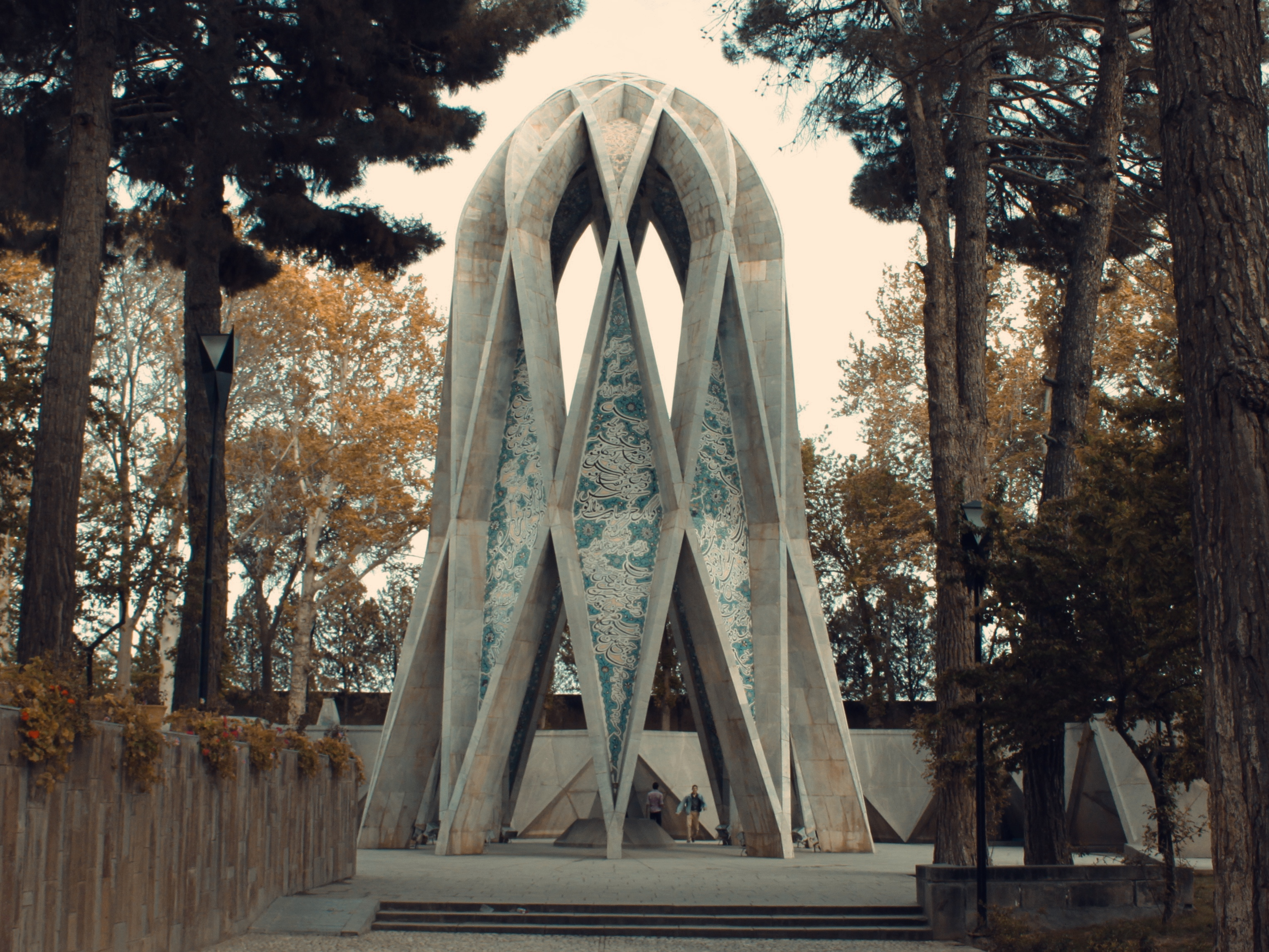
Khayyams mausoleum.

Khayyams mausoleum (persiska: آرامگاه خیام) över Hakim Abol-Fath ’Omar ibn Ebrahim, känd som Khayyam Neyshaburi, som var en iransk poet, tänkare, matematiker och astronom under 1000-talet. Det ligger i staden Neyshabur i provinsen Razavikhorasan.

## Bilder

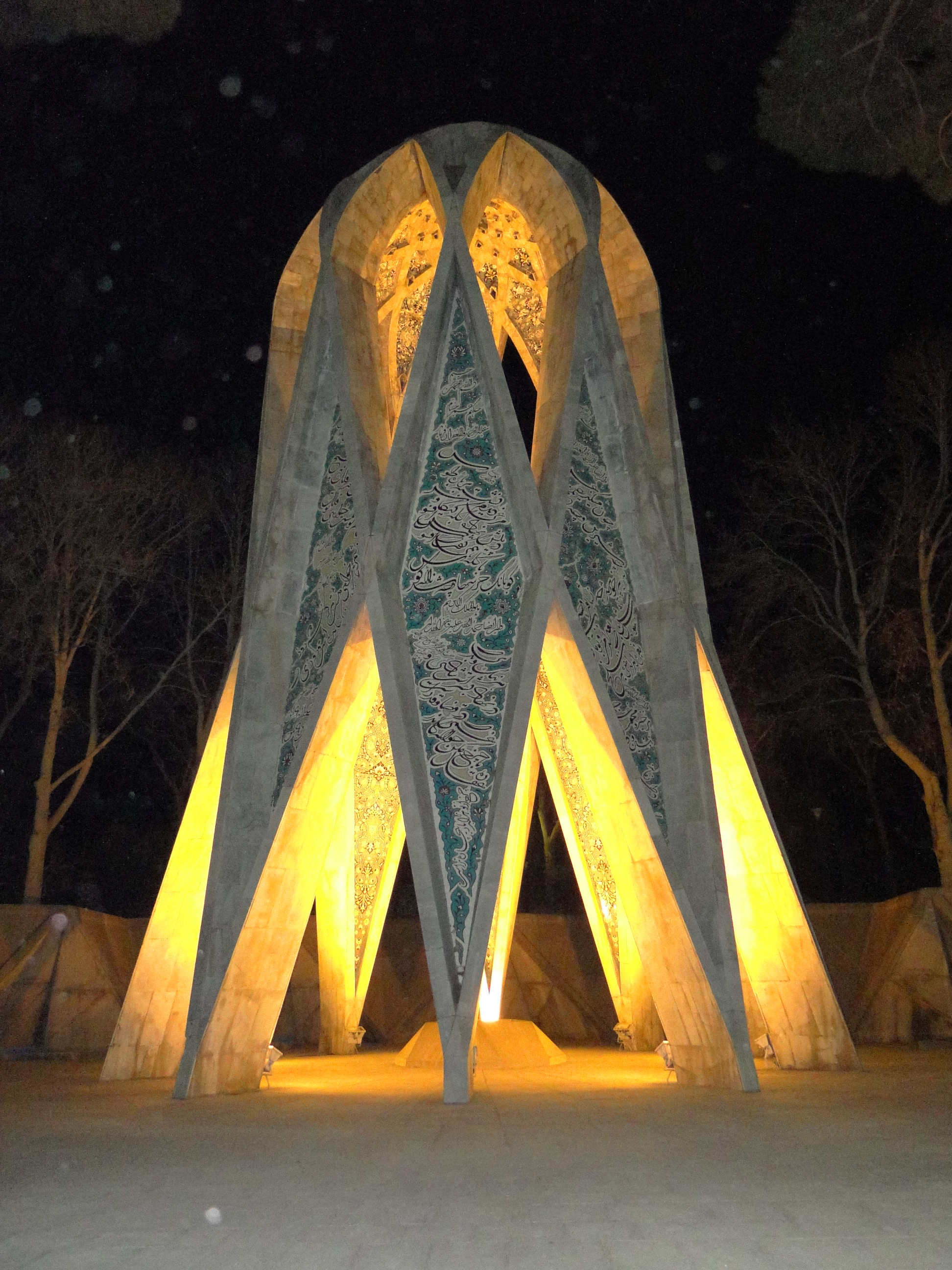
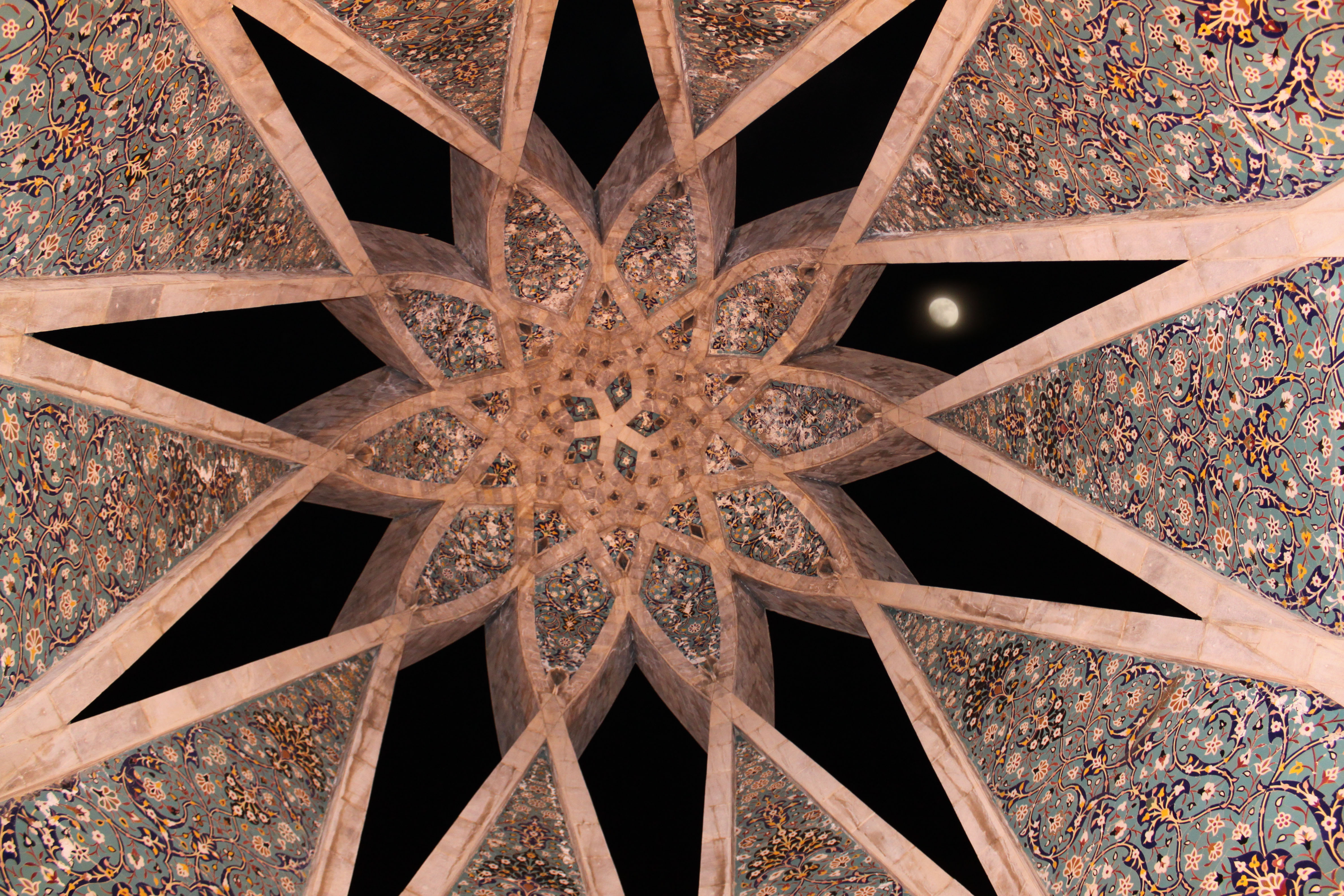